# Административно-территориальное деление Тульской области
Административно-территориальное деление Тульской области — система территориальных единиц, образованных с учётом исторических и иных местных традиций территории области, являющееся основой для осуществления функций государственного управления и местного самоуправления.

## Административно-территориальное устройство

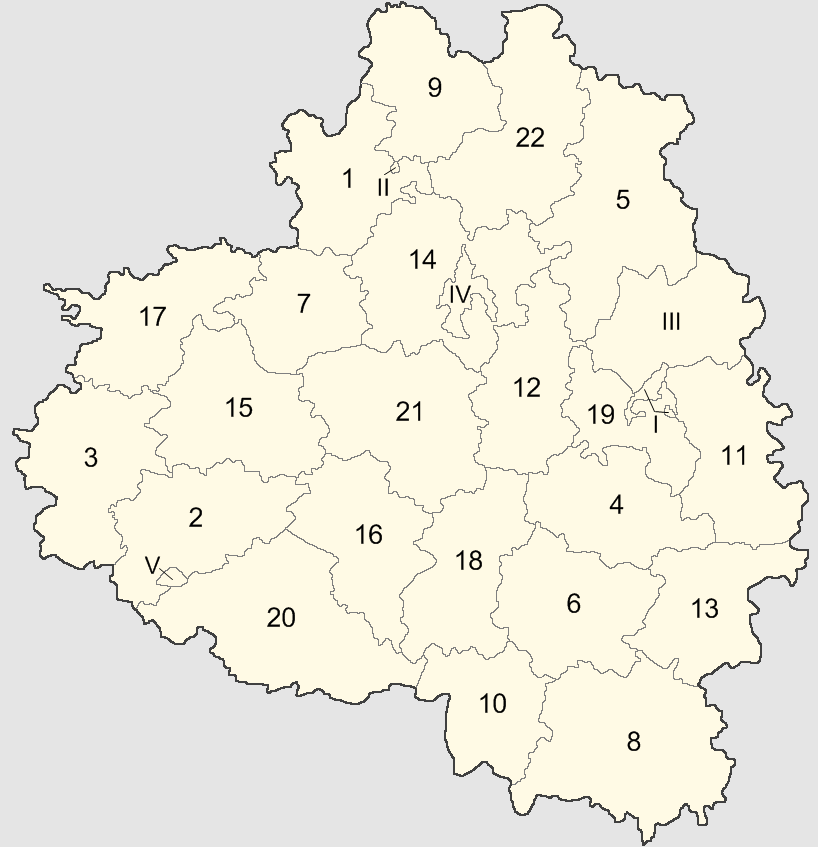
Административная карта Тульской области

Согласно Уставу области и Закону «Об административно-территориальном устройстве Тульской области», субъект РФ включает следующие административно-территориальные единицы:
- 23 района;
- 2 города областного подчинения (Тула, Донской);
  - 5 районов в городе[2][3] Туле: Центральный, Пролетарский, Зареченский, Привокзальный, Советский;
- 17 городов районного подчинения (Алексин, Белёв, Богородицк, Болохово, Венёв, Ефремов, Кимовск, Киреевск, Липки, Новомосковск, Плавск, Советск, Суворов, Узловая, Чекалин, Щёкино, Ясногорск);
- посёлки городского типа;
- 356 сельских округов (сельских администраций, сельских территорий, волостей);
- сельские населённые пункты.

Административным центром Тульской области является город Тула.

### Районы и города областного подчинения
| № на карте                   | Название               | Админ. центр     | Площадь, км² | Население, чел. (2021) |
| ---------------------------- | ---------------------- | ---------------- | ------------ | ---------------------- |
| Города областного подчинения |                        |                  |              |                        |
| IV                           | город Тула             | г. Тула          | 146          | ↘456 813               |
| I                            | город Донской          | г. Донской       | 48           | ↗63 837                |
| Районы                       |                        |                  |              |                        |
| 1 и II                       | Алексинский район      | г. Алексин       | 955          | ↘78 599                |
| 2 и V                        | Арсеньевский район     | пгт Арсеньево    | 1124         | ↘11 378                |
| 3                            | Белёвский район        | г. Белёв         | 1190         | ↗19 186                |
| 4                            | Богородицкий район     | г. Богородицк    | 957          | ↘49 848                |
| 5                            | Венёвский район        | г. Венёв         | 1620         | ↗34 238                |
| 6                            | Воловский район        | пгт Волово       | 1080         | ↗13 992                |
| 7                            | Дубенский район        | пгт Дубна        | 799          | ↗15 056                |
| 8                            | Ефремовский район      | г. Ефремов       | 1649         | ↗57 881                |
| 9                            | Заокский район         | пгт Заокский     | 918          | ↗26 747                |
| 10                           | Каменский район        | с. Архангельское | 795          | ↘8348                  |
| 11                           | Кимовский район        | г. Кимовск       | 1112         | ↗39 294                |
| 12                           | Киреевский район       | г. Киреевск      | 931          | ↗74 078                |
| 13                           | Куркинский район       | пгт Куркино      | 949          | ↗10 902                |
| 14                           | Ленинский район        | п. Ленинский     | 1351         | ↗81 484                |
| III                          | Новомосковский район   | г. Новомосковск  | 906          | ↘129 639               |
| 15                           | Одоевский район        | пгт Одоев        | 1182         | ↘11 908                |
| 16                           | Плавский район         | г. Плавск        | 1025         | ↗29 517                |
| 17                           | Суворовский район      | г. Суворов       | 1065         | ↗35 365                |
| 18                           | Тёпло-Огарёвский район | пгт Тёплое       | 1014         | ↘11 227                |
| 19                           | Узловский район        | г. Узловая       | 567          | ↘76 844                |
| 20                           | Чернский район         | пгт Чернь        | 1614         | ↘18 793                |
| 21                           | Щёкинский район        | г. Щёкино        | 1393         | ↗105 824               |
| 22                           | Ясногорский район      | г. Ясногорск     | 1300         | ↗30 893                |

## Муниципальное устройство
В рамках муниципального устройства области, в границах административно-территориальных единиц Тульской области всего образовано 103 муниципальных образования, в том числе (по состоянию на 1 января 2018 года):
- 7 городских округов,
- 19 муниципальных районов,
  - 23 городских поселения,
  - 54 сельских поселения.

### Городские округа и районы
| № на карте           | Флаг | Герб | Название               | Админ. центр      | Площадь, км² | Население, чел. | Плотность населения, чел./км² |
| -------------------- | ---- | ---- | ---------------------- | ----------------- | ------------ | --------------- | ----------------------------- |
| Городские округа     |      |      |                        |                   |              |                 |                               |
| I                    |      |      | Донской                | г. Донской        | 48           | ↗63 837         | 1 330                         |
| II                   |      |      | Новогуровский          | пгт Новогуровский | 12           | ↗3634           | 287,25                        |
| III                  |      |      | Новомосковск           | г. Новомосковск   | 906          | ↘129 639        | 151,8                         |
| IV и 14              |      |      | Тула                   | г. Тула           | 1496         | ↘538 297        | 368,66                        |
| V                    |      |      | Славный                | пгт Славный       | 28           | ↗1894           | 66,79                         |
| 1                    |      |      | Алексин                | г. Алексин        | 943          | ↗74 965         | 72,01                         |
| 8                    |      |      | Ефремов                | г. Ефремов        | 1649         | ↗57 881         | 34,53                         |
| Муниципальные районы |      |      |                        |                   |              |                 |                               |
| 2                    |      |      | Арсеньевский район     | пгт Арсеньево     | 1096         | ↗9484           | 9,1                           |
| 3                    |      |      | Белёвский район        | г. Белёв          | 1190         | ↗19 186         | 17,1                          |
| 4                    |      |      | Богородицкий район     | г. Богородицк     | 957          | ↘49 848         | 53,8                          |
| 5                    |      |      | Венёвский район        | г. Венёв          | 1620         | ↗34 238         | 19,4                          |
| 6                    |      |      | Воловский район        | пгт Волово        | 1080         | ↗13 992         | 12,8                          |
| 7                    |      |      | Дубенский район        | пгт Дубна         | 799          | ↗15 056         | 18,4                          |
| 9                    |      |      | Заокский район         | пгт Заокский      | 918          | ↗26 747         | 23,9                          |
| 10                   |      |      | Каменский район        | с. Архангельское  | 795          | ↘8348           | 11,4                          |
| 11                   |      |      | Кимовский район        | г. Кимовск        | 1112         | ↗39 294         | 35,5                          |
| 12                   |      |      | Киреевский район       | г. Киреевск       | 931          | ↗74 078         | 79,3                          |
| 13                   |      |      | Куркинский район       | пгт Куркино       | 949          | ↗10 902         | 10,6                          |
| 15                   |      |      | Одоевский район        | пгт Одоев         | 1182         | ↘11 908         | 11,0                          |
| 16                   |      |      | Плавский район         | г. Плавск         | 1025         | ↗29 517         | 27,0                          |
| 17                   |      |      | Суворовский район      | г. Суворов        | 1065         | ↗35 365         | 33,3                          |
| 18                   |      |      | Тёпло-Огарёвский район | пгт Тёплое        | 1014         | ↘11 227         | 12,3                          |
| 19                   |      |      | Узловский район        | г. Узловая        | 567          | ↘76 844         | 147,0                         |
| 20                   |      |      | Чернский район         | пгт Чернь         | 1614         | ↘18 793         | 12,5                          |
| 21                   |      |      | Щёкинский район        | г. Щёкино         | 1393         | ↗105 824        | 76,7                          |
| 22                   |      |      | Ясногорский район      | г. Ясногорск      | 1300         | ↗30 893         | 23,1                          |

## История
Первоначально, в 1937 году, Тульская область делилась на 38 районов: Алексинский, Арсеньевский, Бабынинский, Белёвский, Болоховский, Веневский, Воловский, Дедиловский, Детчинский, Донской, Дубенский, Дугнинский, Епифанский, Ефремовский, Заокский, Иваньковский, Калужский, Каменский, Кимовский, Крапивенский, Куркинский, Лаптевский, Липицкий, Мордвесский, Одоевский, Октябрьский, Перемышльский, Плавский, Сафоновский, Серебряно-Прудский, Тарусский, Теплинско-Огаревский, Товарковский, Тульский, Узловский, Черепетский, Чернский и Щёкинский. 2 города, Тула и Сталиногорск, имели статус городов областного подчинения. 8 сентября 1938 года стала городом областного подчинения Калуга. Через год был образован Ленинский район.
В декабре 1942 года город Сталиногорск, Донской, Кимовский, Серебряно-Прудский и Узловский районы были переданы в состав Московской области. В феврале 1944 года Черепетский район был переименован в Чекалинский. Одновременно образованы новые Богородицкий, Косогорский, Лазаревский и Ханинский районы.
В июле 1944 город Калуга, Бабынинский, Детчинский, Дугнинский, Калужский, Перемышльский и Тарусский районы были переданы в состав новой Калужской области. В 1954 году Лаптевский район был переименован в Шкирятовский (в 1957 был переименован обратно). В начале 1950-х городами областного подчинения стали Щёкино (18 июля 1950) и Ефремов.
27 марта 1957 года из Московской области в Тульскую были возвращены города областного подчинения Сталиногорск и Узловая, а также Гремячевский, Донской, Кимовский и Узловский районы.
С конца 1957 года началось постепенное сокращение численности районов. Первым, в декабре 1957, был упразднён Тульский район, в 1958 — Гремячевский, Епифанский, Крапивенский, Лазаревский, Липицкий, Октябрьский, Сафоновский и Чекалинский, в 1959 — Товарковский. В тот же период Ханинский район был переименован в Суворовский, образован Сталиногорский район (1 августа 1958 года), а города Кимовск (28 февраля 1958) и Алексин (12 июля 1958 года) перешли в областное подчинение. В 1961 году город Сталиногорск и Сталиногорский район были переименованы в Новомосковск и Новомосковский район.
В 1963 году были упразднены Алексинский, Арсеньевский, Болоховский, Воловский, Дедиловский, Донской, Дубенский, Заокский, Иваньковский, Каменский, Кимовский, Куркинский, Ленинский, Мордвесский, Суворовский, Тепло-Огаревский, Узловский и Чернский районы. Остальные районы стали именоваться сельскими. Одновременно были образованы Киреевский и Суворовский промышленные районы, а города Богородицк и Донской перешли в областное подчинение.
Уже в 1964 году началось увеличение числа районов. Первыми были восстановлены Арсеньевский и Чернский районы. В январе 1965 сельские районы стали вновь именоваться просто районами, был упразднён Косогорский сельский и Киреевский и Суворовский промышленные районы, образованы Алексинский, Дубенский, Заокский, Каменский, Кимовский, Киреевский, Куркинский, Ленинский, Суворовский, Тепло-Огаревский и Узловский районы. В декабре 1966 восстановлен Воловский район.
С 1 января 2006 года вступило в силу новое деление области на муниципальные образования. В соответствии с ним было образовано 3 городских округа: город Тула, город Донской и рабочий посёлок Новогуровский и 23 муниципальных района на территории административных районов, включая райцентры.
Административно-территориальное деление области по-прежнему составляют районы, города (в том числе 2 города областного подчинения), посёлки городского типа и сельские населённые пункты.
В 2008 году было создано муниципальное образование город Новомосковск со статусом городского округа, включившее в себя собственно город Новомосковск и всю территорию Новомосковского административного района.
В 2008 году из части территории Арсеньевского района было образовано муниципальное образование Славный (бывший посёлок Тула-50), получившее статус городского округа.
Законом Тульской области от 16 ноября 2008 года № 1128-ЗТО:
- на территории Арсеньевского района преобразовано, путём разделения, муниципальное образование Стрикинское на муниципальное образование Стрикинское и муниципальное образование Славный,
- муниципальное образование Славный выделено из состава Арсеньевского района и наделено статусом городского округа.

Законом Тульской области от 20 июля 2011 года № 1595-ЗТО, на территории Кимовского района преобразованы, путём объединения:
- муниципальные образования Кораблинское и рабочий посёлок Епифань в муниципальное образование Епифанское,
- муниципальные образования Львовское и рабочий посёлок Новольвовск в муниципальное образование Новольвовское.

Законом Тульской области от 20 июля 2011 года № 1597-ЗТО, на территории Суворовского района преобразованы, путём объединения, муниципальные образования Песковатское и Черепетское в муниципальное образование Черепетское.
Законом Тульской области от 20 июля 2011 года № 1599-ЗТО, на территории Арсеньевского района преобразованы, путём объединения:
- муниципальные образования Астаповское и Белоколодезское в муниципальное образование Астаповское,
- муниципальные образования Манаенское и Стрикинское в муниципальное образование Манаенское.

Законом Тульской области от 20 июля 2011 года № 1601-ЗТО, на территории Ефремовского района преобразованы, путём объединения:
- муниципальные образования Большеплотавское и Ясеновское в муниципальное образование Ясеновское,
- муниципальные образования Козьминское, Лобановское и Ступинское в муниципальное образование Лобановское.

Законом Тульской области от 20 июля 2011 года № 1603-ЗТО, на территории Воловского района преобразованы, путём объединения:
- муниципальные образования Баскаковское и Верхоупское в муниципальное образование Баскаковское,
- муниципальные образования Борятинское и Турдейское в муниципальное образование Турдейское.

Законом Тульской области от 1 апреля 2013 года № 1896-ЗТО, на территории Каменского района преобразованы, путём объединения:
- муниципальные образования Архангельское и Кадновское в муниципальное образование Архангельское,
- муниципальные образования Галицкое и Яблоневское в муниципальное образование Яблоневское.

Законом Тульской области от 1 апреля 2013 года № 1898-ЗТО, на территории Кимовского района преобразованы, путём объединения:
- муниципальные образования Бучальское и Епифанское в муниципальное образование Епифанское,
- муниципальные образования Кудашевское, Новольвовское и Пронское в муниципальное образование Новольвовское.

Законом Тульской области от 1 апреля 2013 года № 1901-ЗТО, на территории Суворовского района преобразованы, путём объединения:
- муниципальные образования Ханинское и Берёзовское в муниципальное образование Юго-Восточное,
- муниципальные образования Черепетское, Песоченское и рабочий посёлок Агеево в муниципальное образование Северо-Западное.

Законом Тульской области от 1 апреля 2013 года № 1903-ЗТО, на территории Куркинского района преобразованы, путём объединения:
- муниципальные образования Ивановское, Крестовское и Михайловское в муниципальное образование Михайловское,
- муниципальные образования Самарское и Сергиевское в муниципальное образование Самарское.

Законом Тульской области от 1 апреля 2013 года № 1905-ЗТО, на территории Арсеньевского района преобразованы, путём объединения, муниципальные образования Астаповское и Бобровское в муниципальное образование Астаповское.
Законом Тульской области от 1 апреля 2013 года № 1907-ЗТО, на территории Плавского района преобразованы, путём объединения:
- муниципальные образования Камынинское и Мещеринское в муниципальное образование Камынинское,
- муниципальные образования Горбачёвское, Молочно-Дворское и Ново-Никольское в муниципальное образование Молочно-Дворское,
- муниципальные образования Пригородное и Октябрьское в муниципальное образование Пригородное.

Законом Тульской области от 1 апреля 2013 года № 1910-ЗТО, на территории Богородицкого района преобразованы, путём объединения, муниципальные образования Товарковское и рабочий посёлок Товарковский в муниципальное образование Товарковское.
Законом Тульской области от 1 апреля 2013 года № 1912-ЗТО, на территории Воловского района преобразованы, путём объединения, муниципальные образования Баскаковское и Двориковское в муниципальное образование Двориковское.
Законом Тульской области от 1 апреля 2013 года № 1914-ЗТО, на территории Тёпло-Огарёвского района преобразованы, путём объединения:
- муниципальные образования Алексеевское, Волчье-Дубравское и Покровское в муниципальное образование Волчье-Дубравское,
- муниципальные образования Красногвардейское и Нарышкинское в муниципальное образование Нарышкинское.

Законом Тульской области от 1 апреля 2013 года № 1916-ЗТО, на территории Дубенского района преобразованы, путём объединения, муниципальные образования Воскресенское, Гвардейское и Пореченское в муниципальное образование Воскресенское.
Законом Тульской области от 1 апреля 2013 года № 1920-ЗТО, на территории Киреевского района преобразованы, путём объединения:
- муниципальные образования Большекалмыкское и рабочий посёлок Бородинский и в муниципальное образование Бородинское,
- муниципальные образования Новосельское и рабочий посёлок Шварцевский в муниципальное образование Шварцевское.

Законом Тульской области от 1 апреля 2013 года № 1933-ЗТО, на территории Узловского района преобразованы, путём объединения:
- муниципальные образования Каменецкое и Майское в муниципальное образование Каменецкое,
- муниципальные образования Ракитинское и Смородинское в муниципальное образование Смородинское,
- муниципальные образования Партизанское, Фёдоровское, рабочий посёлок Брусянский и рабочий посёлок Дубовка в муниципальное образование Шахтёрское.

Законом Тульской области от 1 апреля 2013 года № 1936-ЗТО, на территории Заокского района преобразованы, путём объединения, муниципальные образования Ненашевское и Пахомовское в муниципальное образование Демидовское.
Законом Тульской области от 1 апреля 2014 года № 2077-ЗТО, на территории Алексинского района преобразованы, путём объединения, муниципальные образования Авангардское, Мичуринское и Солопенское в муниципальное образование Авангардское.
Законом Тульской области от 1 апреля 2014 года № 2078-ЗТО, на территории Белёвского района преобразованы, путём объединения:
- муниципальные образования Болотское и Кожуровское в муниципальное образование Правобережное,
- муниципальные образования Бобриковское и Жуковское в муниципальное образование Левобережное.

Законом Тульской области от 1 апреля 2014 года № 2082-ЗТО, на территории Чернского района преобразованы, путём объединения:
- муниципальные образования Кожинское и Липицкое в муниципальное образование Липицкое,
- муниципальные образования Крестовское, Поповское и рабочий посёлок Станция Скуратово в муниципальное образование Северное,
- муниципальные образования Большескуратовское и Полтевское в муниципальное образование Тургеневское.

Законом Тульской области от 1 апреля 2014 года № 2085-ЗТО, на территории Ясногорского района преобразованы, путём объединения, муниципальные образования Архангельское, Денисовское и рабочий посёлок Ревякино в муниципальное образование Ревякинское, наделённое статусом сельского поселения.
Законом Тульской области от 1 апреля 2014 года № 2088-ЗТО, на территории Щёкинского района преобразованы, путём объединения, муниципальные образования Костомаровское и рабочий посёлок Огарёвка в муниципальное образование Огарёвское, наделённое статусом сельского поселения.
Законом Тульской области от 1 апреля 2014 года № 2092-ЗТО, на территории Венёвского района преобразованы, путём объединения:
- муниципальные образования Озеренское и Гурьевское в муниципальное образование Центральное,
- муниципальные образования посёлок городского типа Грицовский и Южное в муниципальное образование Грицовское.

Законом Тульской области от 29 мая 2014 года № 2116-ЗТО
- рабочий посёлок Ленинский преобразован в сельский посёлок Ленинский;
- рабочий посёлок Плеханово преобразован в сельский посёлок Плеханово;
- городские поселения рабочий посёлок Ленинский и рабочий посёлок Плеханово — преобразованы в сельские поселения.

Законом Тульской области от 11 июня 2014 года № 2133-ЗТО муниципальные образования рабочий посёлок Ленинский Ленинского района, рабочий посёлок Плеханово Ленинского района, Рождественское Ленинского района, Медвенское Ленинского района, Шатское Ленинского района, Ильинское Ленинского района, Иншинское Ленинского района, Фёдоровское Ленинского района, Хрущевское Ленинского района и Обидимское Ленинского района объединены с муниципальным образованием город Тула.
Законом Тульской области от 11 июня 2014 года № 2138-ЗТО муниципальные образования город Ефремов, Ясеновское и Лобановское объединены во вновь образованное муниципальное образование город Ефремов, наделённое статусом городского округа.
Законом Тульской области от 11 июня 2014 года № 2140-ЗТО муниципальные образования город Алексин, Авангардское, Буныревское и Шелепинское объединены во вновь образованное муниципальное образование город Алексин, наделённое статусом городского округа.